# Rusticus van Trier
De heilige Rusticus van Trier (6e eeuw) was een Duits bisschop. Aan zijn bestaan wordt getwijfeld.
Rusticus komt voor als bisschop van Trier in een 9e-eeuwse beschrijving van het leven van de heilige Goar, een kluizenaar in het dal van de Rijn. Rusticus zou na 560 de heilige vanwege zijn wonderen ten onrechte van tovenarij verdacht hebben. Goar bewees zijn heiligheid doordat hij een drie dagen oude vondeling de naam van zijn ouders liet zeggen. De austrasische koning Sigebert I wilde de heilige toen bisschop van Trier maken, maar deze weigerde dit en nam zelfs de zeven jaar boete op zich, die de bisschop vanwege de valse beschuldiging moest doen.
Omdat Rusticus niet genoemd wordt in de Geschiedenis van de Franken van Gregorius van Tours en zijn naam ook niet op de juiste plaats in de 10e-eeuwse lijst van bisschoppen van Trier voorkomt, zijn er twijfels aan zijn bestaan.
Zijn feestdag is op 14 oktober. Hij ligt volgens 16e-eeuwse bronnen begraven in de Paulinuskerk in Trier.